# Classe Königsberg (1915)
Cet article concerne la deuxième classe de croiseurs légers de ce nom. Pour les autres classes Königsberg, voir classe Königsberg.
La classe Königsberg (2e du nom) fut une classe de quatre croiseurs légers conçue et construite dutrant la Première Guerre mondiale pour la Kaiserliche Marine.

Les unités portent des noms de villes allemandes déjà attribués à d'anciens croiseurs légers. Ils participèrent aux derniers combats de la Première Guerre mondiale.
Après l’armistice du 11 novembre 1918, les quatre unités de cette classe rejoignirent, avec 70 autres navires de la Kaiserliche Marine, la baie de Scapa Flow, pour y être internés. En juin 1919 le sabordage de la flotte allemande à Scapa Flow fut réalisé par l'amiral allemand Ludwig von Reuter ne voulant pas que la Hochseeflotte soit saisie par les Britanniques.

## Les unités de la classe
| Nom            | Chantier naval             | Quille  | Lancement        | Mis en service   | Fin de carrière         | Photo |
| -------------- | -------------------------- | ------- | ---------------- | ---------------- | ----------------------- | ----- |
| SMS Königsberg | AG Weser de Brême          | en 1914 | 18 décembre 1915 | 12 août 1916     | rayé le 21 juin 1919    |       |
| SMS Emden      | AG Weser de Brême          | en 1914 | 1er février 1916 | 16 décembre 1916 | rayé le 21 juin 1919    |       |
| SMS Karlsruhe  | Kaiserliche Werft de Brême | en 1915 | 31 janvier 1916  | 23 décembre 1916 | sabordé le 21 juin 1919 |       |
| SMS Nürnberg   | Howaldtswerke Kiel         | en 1915 | 14 avril 1916    | 15 février 1917  | rayé le 21 juin 1919    |       |

## Sources
- (de) Cet article est partiellement ou en totalité issu de l’article de Wikipédia en allemand intitulé « Königsberg-Klasse (1915) » (voir la liste des auteurs).